# Woodsia nikkoensis
Woodsia nikkoensis är en hällebräkenväxtart som beskrevs av H.Ogura och Nakaike. Woodsia nikkoensis ingår i släktet Woodsia och familjen Woodsiaceae. Inga underarter finns listade.